# بیفروست

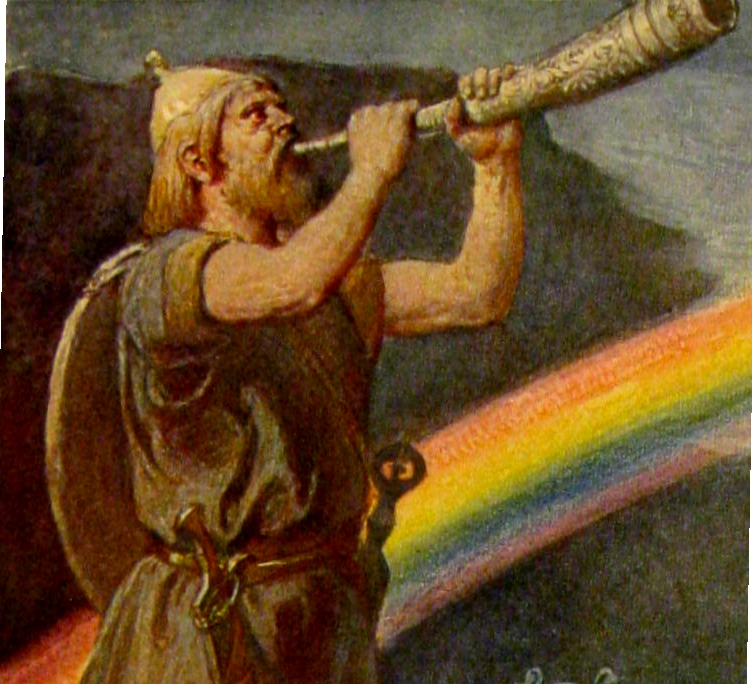
هایمدال نگهبان بیفروست.

در افسانه‌های نروژی، بیفروست (Bifröst) پلی از رنگین‌کمان سوزان است که میان میدگارد (جهان) و آسگارد (قلمروی ایزدان) قرار دارد. در این افسانه‌ها هایمدال هشیار، پاسداری از بیفروست را برعهده دارد و پل را از دژ خود به نام هیمین‌بیورگ (Himinbjörg) زیر نظر دارد.
همه ایزدان هر روز سوار بر اسب از این پل می‌گذرند اما تنها تور  (Thor) که اسب خود را بخشیده به‌ناچار پیاده بر بیفروست گام برمی‌دارد. وی از این‌رو ناچار است هر بار سوزش پاهای خود را در هر دو رودی که از چشمه اورد (Urd) می‌آید خنک سازد. اورد جایی است که نورن‌ها زندگی می‌کنند و درخت جهانی ایگدراسیل روییده است.
بیفروست در روز راگناروک (فرجام جهان) زیر سنگینی پسران سورت، فرو خواهد ریخت.